# Taiyo Yuden Solfille
Los Taiyo Yuden Solfille (太陽誘電ソルフィーユ Taiyō Yūden Sorufīyu?) son un equipo de sóftbol femenino de Japón con sede en Takasaki, Gunma. Compiten en la East Division de la Japan Diamond Softball League (JD.League).

## Historia
Los Solfille fueron fundados en 1984 como equipo de sóftbol de Taiyo Yuden.
La Japan Diamond Softball League (JD.League) se fundó en 2022, y los Solfille se unieron a la nueva liga formando parte de la East Division.

## Roster actual
- Actualizado el abril de 2022.[4]

| Posición        | N.º       | Nombre            | Edad      | Altura             | Bateo     | Lanz.     | Notas                                 |
| Jugadoras       | Jugadoras | Jugadoras         | Jugadoras | Jugadoras          | Jugadoras | Jugadoras | Jugadoras                             |
| --------------- | --------- | ----------------- | --------- | ------------------ | --------- | --------- | ------------------------------------- |
| Lanzadoras      | 1         | Ayu Terada        | 26 años   | 164 cm (5 ft 5 in) | Izquierda | Izquierda |                                       |
| Lanzadoras      | 13        | Hanna Sone        | 25 años   | 167 cm (5 ft 6 in) | Izquierda | Izquierda |                                       |
| Lanzadoras      | 17        | Miki Endo         | 26 años   | 162 cm (5 ft 4 in) | Izquierda | Derecha   |                                       |
| Lanzadoras      | 18        | Konomi Uno        | 21 años   | 167 cm (5 ft 6 in) | Izquierda | Derecha   |                                       |
| Receptoras      | 2         | Shizuku Nishiyama | 26 años   | 167 cm (5 ft 6 in) | Derecha   | Derecha   |                                       |
| Receptoras      | 4         | Minami Sato       | 35 años   | 159 cm (5 ft 3 in) | Derecha   | Derecha   |                                       |
| Receptoras      | 7         | Fu Kojima         | 25 años   | 159 cm (5 ft 3 in) | Derecha   | Derecha   |                                       |
| Receptoras      | 55        | Aiko Kamibayashi  | 21 años   | 163 cm (5 ft 4 in) | Derecha   | Derecha   |                                       |
| Cuadro interior | 3         | Haruka Nagatomo   | 29 años   | 168 cm (5 ft 6 in) | Derecha   | Derecha   |                                       |
| Cuadro interior | 5         | Kotomi Takeda     | 24 años   | 160 cm (5 ft 3 in) | Izquierda | Derecha   |                                       |
| Cuadro interior | 9         | Sayaka Momma      | 28 años   | 163 cm (5 ft 4 in) | Derecha   | Derecha   |                                       |
| Cuadro interior | 10        | Yui Nakamizo      | 26 años   | 159 cm (5 ft 3 in) | Derecha   | Derecha   |                                       |
| Cuadro interior | 11        | Makoto Suda       | 27 años   | 159 cm (5 ft 3 in) | Izquierda | Derecha   |                                       |
| Cuadro interior | 14        | Suzune Moro       | 21 años   | 155 cm (5 ft 1 in) | Izquierda | Derecha   |                                       |
| Cuadro interior | 15        | Rui Nakamura      | 21 años   | 159 cm (5 ft 3 in) | Derecha   | Derecha   |                                       |
| Cuadro interior | 25        | Mei Hashimoto     | 25 años   | 160 cm (5 ft 3 in) | Izquierda | Derecha   |                                       |
| Jardineras      | 6         | Eri Matsuki       | 32 años   | 163 cm (5 ft 4 in) | Izquierda | Derecha   |                                       |
| Jardineras      | 8         | Nodoka Harada     | 33 años   | 163 cm (5 ft 4 in) | Derecha   | Derecha   | Compitió en los Juegos Olímpicos 2020 |
| Jardineras      | 24        | Rino Setoguchi    | 24 años   | 153 cm (5 ft 0 in) | Izquierda | Derecha   |                                       |
| Jardineras      | 51        | Karen Kinoshita   | 22 años   | 162 cm (5 ft 4 in) | Izquierda | Derecha   |                                       |
| Cuerpo técnico  |           |                   |           |                    |           |           |                                       |
| Mánager         | 30        | Noriko Yamaji     | 54 años   | -                  | -         | -         |                                       |
| Entrenadores    | 31        | Miyuki Ito        | 41 años   | -                  | -         | -         |                                       |
| Entrenadores    | 32        | Haruka Yamamoto   | 34 años   | -                  | -         | -         |                                       |